# Diaphorus brevinervis
Diaphorus brevinervis är en tvåvingeart som beskrevs av Van Duzee 1924. Diaphorus brevinervis ingår i släktet Diaphorus och familjen styltflugor.
Artens utbredningsområde är Alaska. Inga underarter finns listade i Catalogue of Life.